# Leptothorax convexus
Leptothorax convexus är en myrart som beskrevs av Auguste-Henri Forel 1894. Leptothorax convexus ingår i släktet smalmyror, och familjen myror.

## Underarter
Arten delas in i följande underarter:
- L. c. convexus
- L. c. timidus